# Nikon D5200
La Nikon D5200 es una cámara fotográfica digital de 24.1 megapíxeles con formato DX lanzada al mercado por Nikon el 6 de noviembre de 2012.

## Introducción
La Nikon D5200 fue anunciada por Nikon el 6 de noviembre de 2012 a nivel mundial y fue lanzada el 7 de enero de 2013 para el mercado norteamericano.
La cámara cuenta con el sensor de imagen TOS-5105 (HEZ1) APS-C CMOS de Toshiba presenta una resolución de 14 bits NEF (RAW) e ISO 6400, ampliable a 25.600. La D5200 integra el mismo sistema de enfoque automático Multi-CAM 4800DX que la D7000. La cámara reemplaza a la Nikon D5100 y es reemplazada por la Nikon D5300.

## Especificaciones
- Procesador de imagen Nikon EXPEED 3.
- Sensor de imagen Toshiba TOS-5105 24.1 MP.
- Vídeo HD con autofoco. Con resolución de hasta 1080p a 24, 25 y 50i, 30 and 60i, 720p a 50 o 60(fps).
- Pantala LCD de 3.0 pulgadas (76 mm) articulada y con 921,000 puntos.
- Disparo con Live View.
- Ráfaga de hasta 5 fps.
- Bracketing.
- Modo automático con reconocimiento de 16 escenas preprogramadas.
- Modo HDR.
- Sistema de limpieza de sensor.
- Salida HDMI.
- Micrófono estéreo.

Formatos JPEG, NEF (Nikon RAW, 14-bit comprimido), H.264 video codec.
Compatible con accesorio WU-1a para la transmisión de imágenes a teléfonos inteligentes con control de disparo.